# Chetogena gynaephorae
Chetogena gynaephorae là một loài ruồi trong họ Tachinidae.